# Lajoskomárom
Lajoskomárom ist eine ungarische Großgemeinde im Kreis Enying im Komitat Fejér. Zur Großgemeinde gehören die Ortsteile Középbogárd und Külsősáripuszta.

## Geografische Lage
Lajoskomárom liegt 12 Kilometer südöstlich der Kreisstadt Enying. Nachbargemeinden sind Mezőkomárom, Dég, Mezőszilas, Ozora und Felsőnyék.

## Geschichte
Lajoskomárom wurde 1802 durch die ungarische Adelsfamilie der Batthyány gegründet. Im Jahr 1907 gab es in der damaligen Großgemeinde 320 Häuser und 2318 Einwohner auf einer Fläche von 2262 Katastraljochen. Sie gehörte zu dieser Zeit zum Bezirk Enying im Komitat Veszprém.

## Gemeindepartnerschaften
- Haag in Oberbayern, Deutschland, seit 1997
- Zselyk, Siebenbürgen, Rumänien, seit 2010

## Sehenswürdigkeiten
- Evangelische Kirche, erbaut 1817–1822
- Gedenkstele MegtartatTunk, erschaffen von Gábor Szemerei anlässlich des 200-jährigen Bestehens des Ortes
- Kastanienallee
- Lajos-Batthyány-Büste, erschaffen von Etelka Meixner
- Reformierte Kirche, erbaut 1912
- Römisch-katholische Kirche Borromei Szent Károly, erbaut 1901
- Römisch-katholische Kirche Jézus Szíve, im Ortsteil Középbogárdpuszta
- Weltkriegs- und 1956er-Denkmal

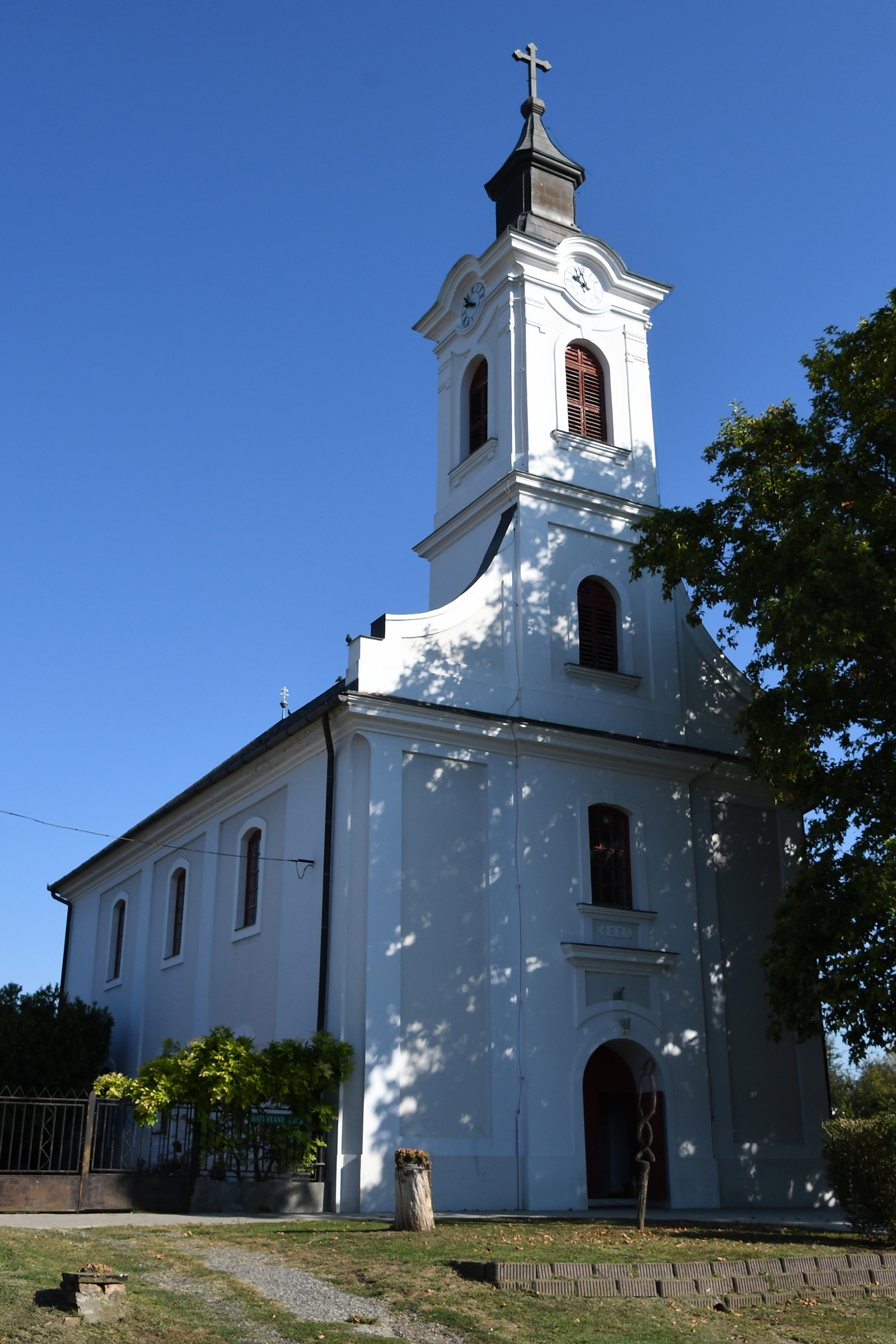
Evangelische Kirche
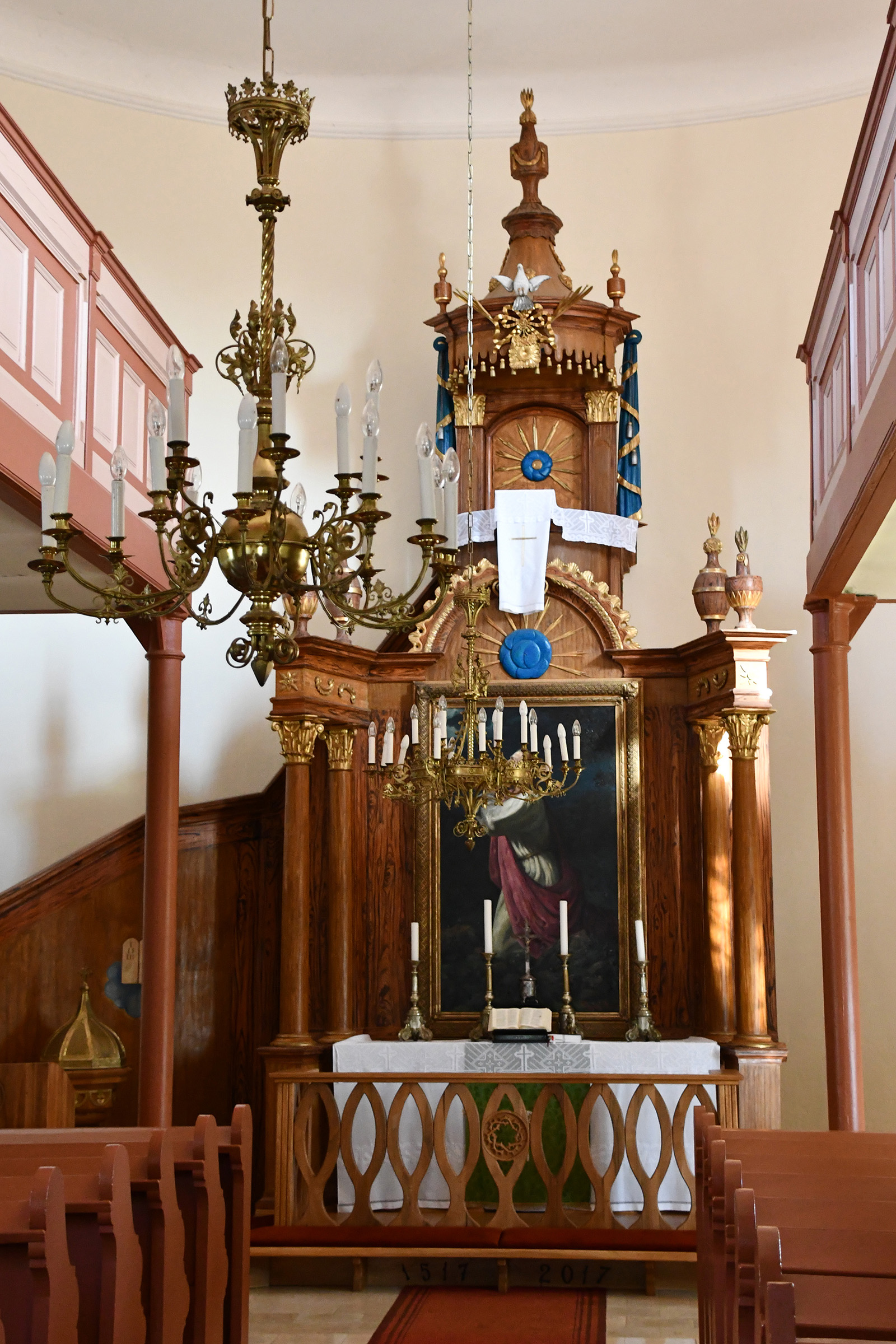
Innenraum der evangelischen Kirche
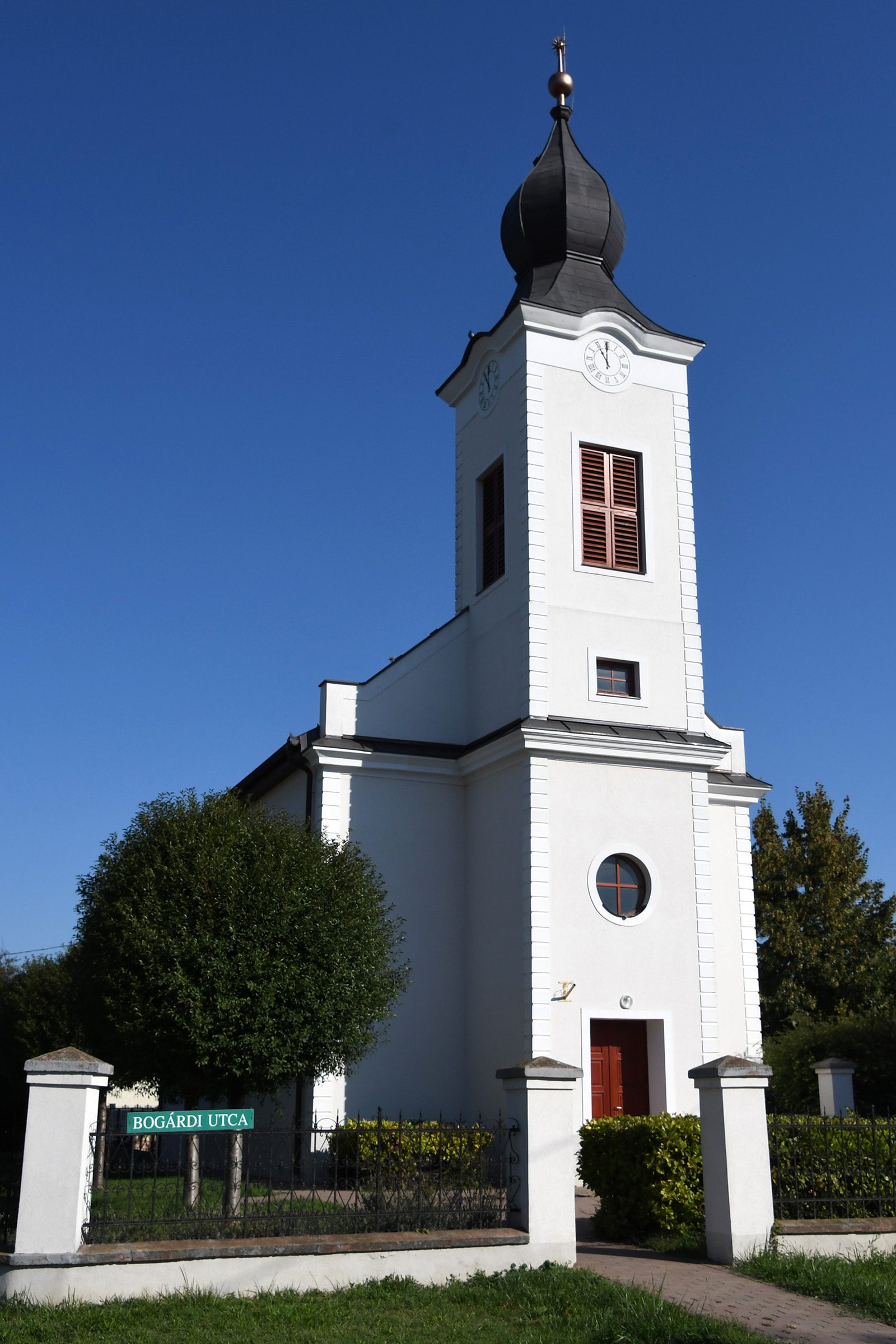
Reformierte Kirche
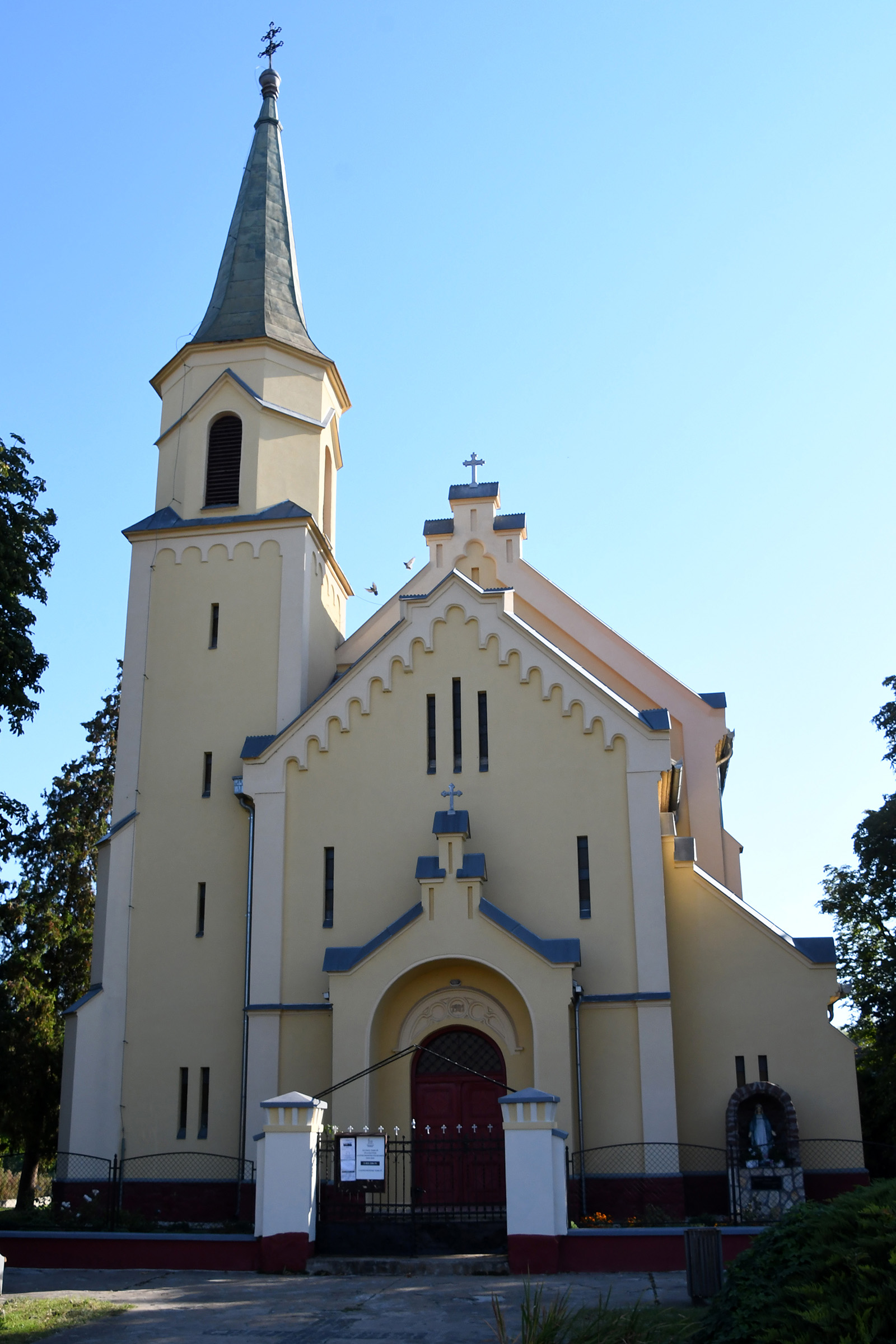
Römisch-katholische Kirche Borromei Szent Károly

## Söhne und Töchter der Gemeinde
- Paul Hódosy-Strobl (* 1895 in Lajoskomárom; † 1976 in Oakland (USA)), ungarischer Polizei-General, Geheimdienstagent des amerikanischen Counter Intelligence Corps und der Organisation Gehlen

## Verkehr
In Lajoskomárom treffen die Landstraßen Nr. 6402 und Nr. 6404 aufeinander. Es bestehen Busverbindungen nach
Mezőkomárom, Dég, Enying und Siófok. Der nächstgelegene Bahnhof befindet sich 16,5 Kilometer westlich in Som-Nagyberény.